# المهرجان الدولي للصحراء بدوز

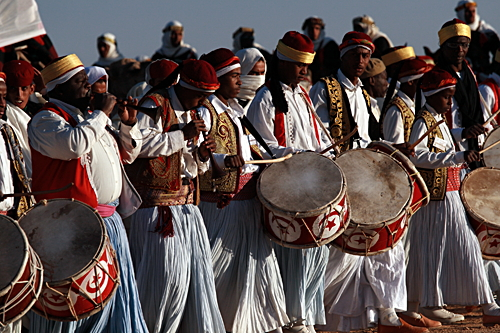
مجموعة فلكلورية تونسية

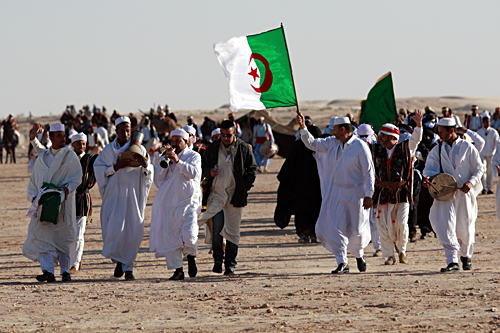
مجموعة فلكلورية جزائرية

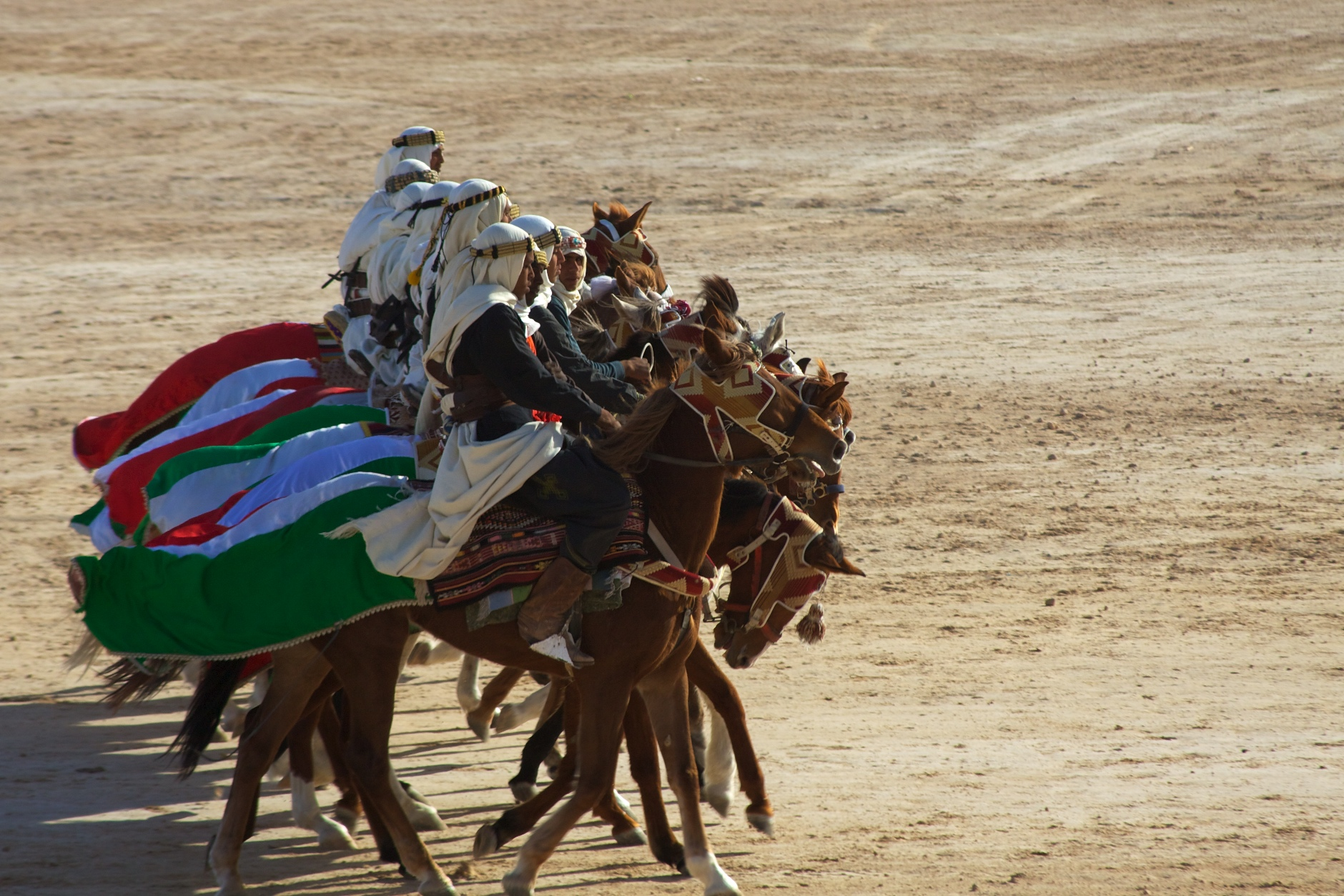
خيالة تونسية

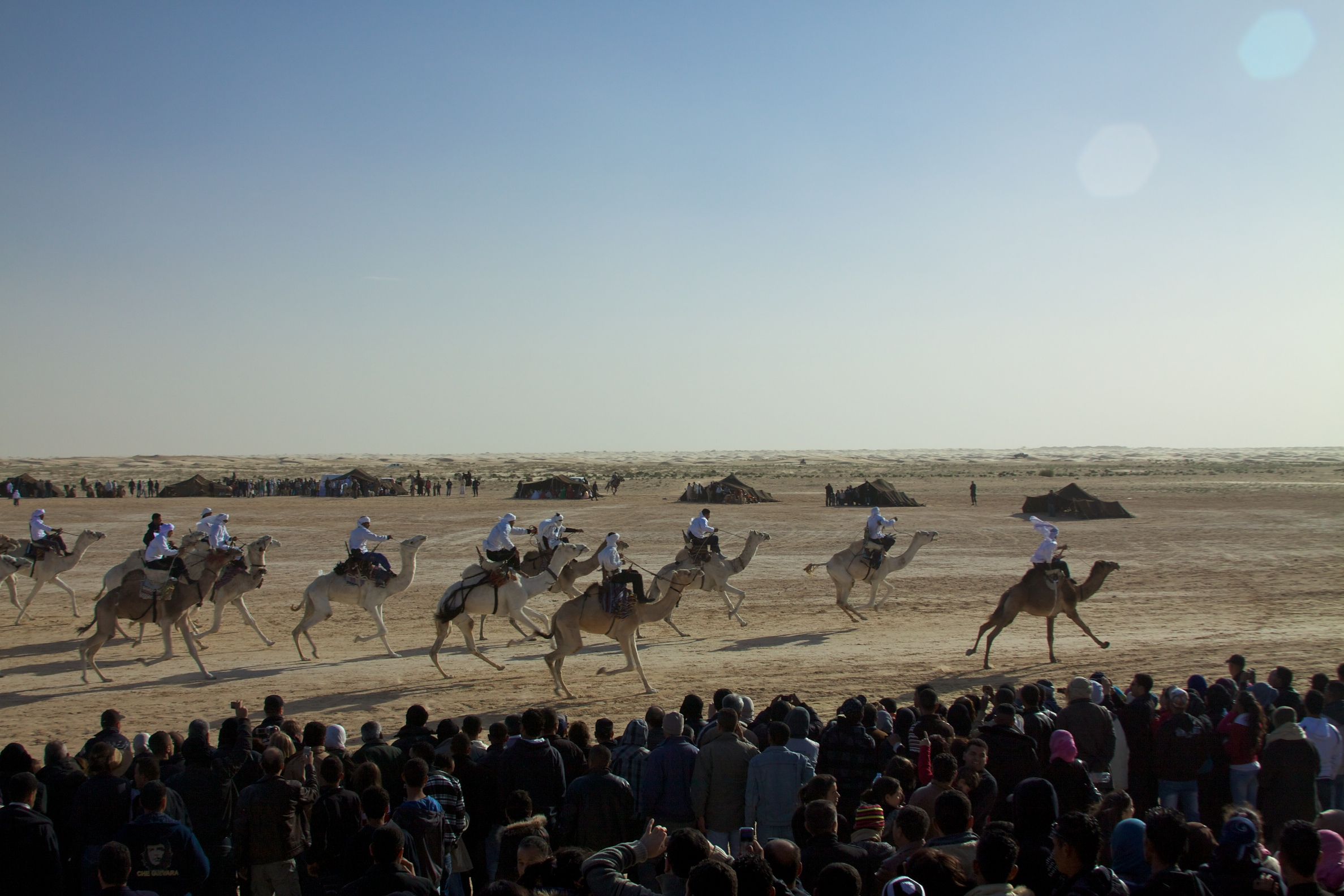
سباق جمال

مهرجان دوز أو المهرجان الدولي للصحراء بدوز يقام كل سنة في ولاية قبلي جنوب الجمهورية التونسية.

## تظاهرة ثقافية وترفيهية
مهرجان الصحراء الدولي حافظ على خصائص ومميزات المرازيق وأثرى أبعادها ومضامينها وساهم في تطوير السياحة الصحراوية.

## صحراء دوز قبلة نجوم السينما العالمية
الكثبان الرملية الذهبية والمناظر الطبيعية الخلابة لمدينة دوز، فضلا عن ما يتوفر فيها من مناخ معتدل وما تزخر به من خصائص حضارية وتراثية، اشتهرت على امتداد السنوات الأخيرة بالسينما العالمية لتحط عليها لتصوير أشرطة سنمائية عالمية وذلك بمساهمة مؤسسات تونسية، مختصة في تنفيذ الإنتاج السنمائي، التي قامت بتركيز ديكورات ضخمة بصحراء دوز لإنتاج أفلام أو تصوير مشاهد لأشرطة مثل حرب النجوم "المريض الإنقليزي – Le Patient Anglais " "العيش في الجنة – La vie en Paradis " "الوليمة" "السماء تحت الصحراء – Le Ciel sous le desert " و"ممكن – الذي قام ببطولته جون بول بولمندو.
تفتح مدينة دوز المعروفة باسم بوابة الصحراء التونسية أبوابها لاستقبال الالاف من زوارها القادمين لاكتشاف جمال الصحراء حين يبدأ مهرجان الصحراء الدولي ويستمر أربعة أيام. ويستضيف مهرجان دوز مئات الضيوف من أفريقيا واسيا وأوروبا من بينهم عدد من المشاهير والشخصيات العالمية المفتونة بسحر الصحراء.
وقال مدير الدورة الاربعين من المهرجان ان أكثر من 50 شاعرا من ابرز الشعراء الشعبيين وضيوفا من عدة بلدان من بينها إيطاليا وفرنسا والمغرب ومالي وليبيا والجزائر واليابان يحضرون المهرجان.
واضاف ان ممثلي أكثر من 100 من وسائل الاعلام العالمية سيشاركون في تغطية هذا الحدث الثقافي والسياحي. ومهرجان دوز اعرق مهرجان تونسي حيث تاسس منذ 1910 وكان اسمه عيد الجمل لانه كان يعنى بسباق أجمل المهاري واسرعها.
ويتجمع سنويا في ساحة حنيش التي تتجاوز مساحتها 15 هكتارا نحو 100 الف متفرج من جنسيات مختلفة للاستمتاع بمشاهد من البيئة مثل سباق المهاري والصيد «بالكلاب السلوقي» وسباقات التحمل للخيول وعادات القبائل الصحراوية واحتفالات البدو الرحل. وتقام على هامش المهرجان عروض موسيقية ومسرحية من تونس وخارجها إضافة لمعارض للصناعات التقليدية لكشف عادات الصحراء التونسية.
وتعتبر مدينة دوز الواقعة على بعد 600 كيلومتر جنوبي غربي العاصمة تونس متحفا صحروايا فريدا لمحافظتها على العادات والتقاليد الصحراوية الراسخة منذ القدم وتشتهر باتقان أغلب سكانها لفن الشعر الشعبي.

## مواضيع ذات صلة
- قائمة المهرجانات في تونس

## مقالات ذات صلة
- الموقع الرسمي للمهرجان